# Ram (sterrenbeeld)

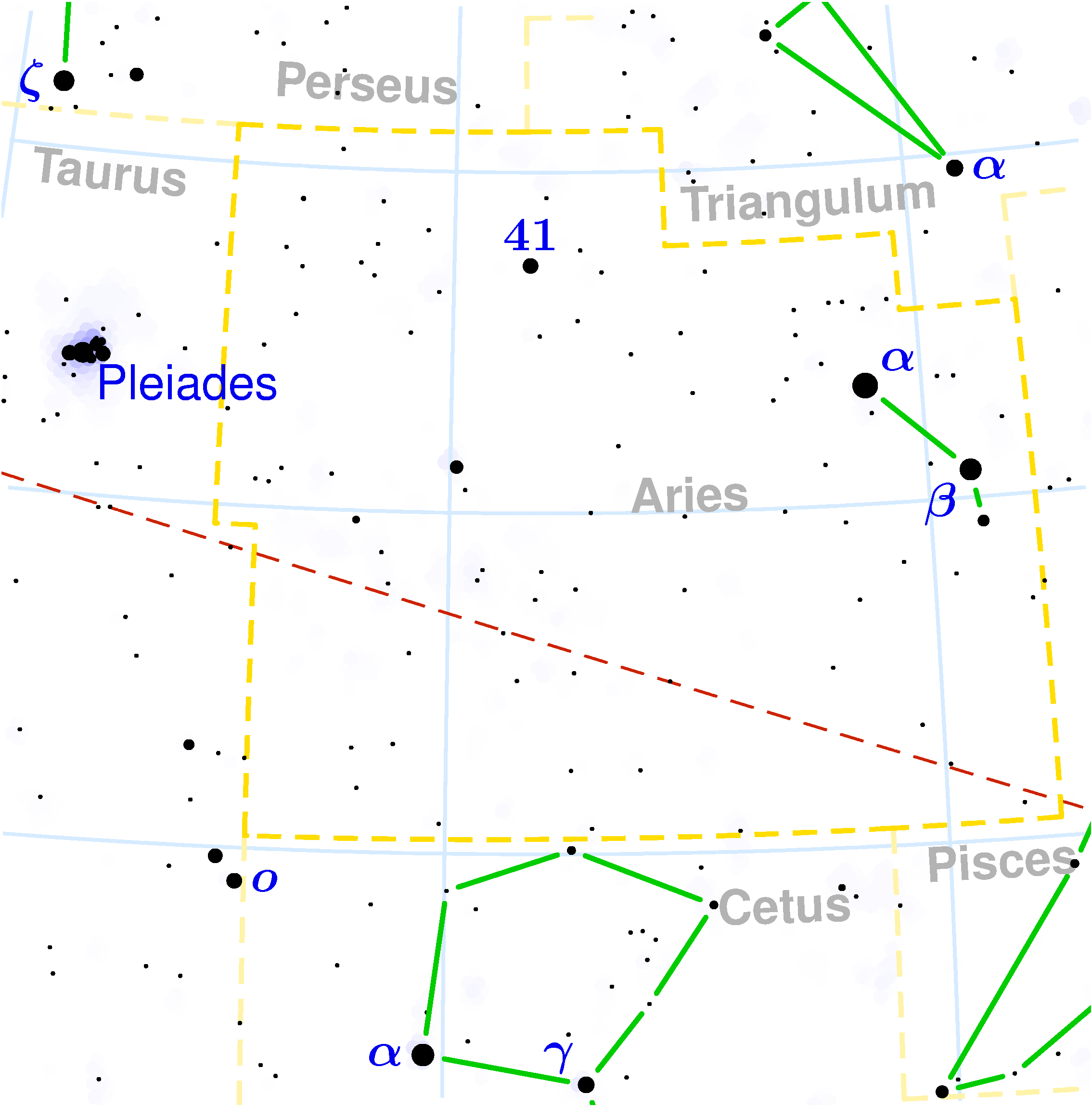
De kaart van het sterrenbeeld Ram.

Ram (Aries, afkorting Ari) is een sterrenbeeld aan de noordelijke hemelkoepel tussen rechte klimming 1u44m en 3u27m en tussen declinatie +10° en +31°. De ecliptica loopt door het sterrenbeeld, het maakt dus deel uit van de dierenriem. De zon staat elk jaar in dit sterrenbeeld van 18 april  tot 14 mei.

## Sterren
(in volgorde van afnemende helderheid)
- Hamal (α, alpha Arietis)
- Sharatan (β, beta Arietis)
- Botein (δ, delta Arietis)
- Mesarthim (γ, gamma Arietis)

## Telescopisch waarneembare objecten

### New General Catalogue
NGC 671, NGC 673, NGC 674, NGC 675, NGC 677, NGC 678, NGC 680, NGC 683, NGC 691, NGC 694, NGC 695, NGC 711, NGC 716, NGC 719, NGC 722, NGC 765, NGC 770, NGC 772, NGC 774, NGC 776, NGC 781, NGC 786, NGC 792, NGC 794, NGC 803, NGC 810-1, NGC 810-2, NGC 817, NGC 820, NGC 821, NGC 870, NGC 871, NGC 876, NGC 877, NGC 882, NGC 900, NGC 901, NGC 903, NGC 904, NGC 915, NGC 916, NGC 918, NGC 919, NGC 924, NGC 927, NGC 928, NGC 930, NGC 932, NGC 935, NGC 938, NGC 962, NGC 972, NGC 976, NGC 984, NGC 990, NGC 992, NGC 1012, NGC 1024, NGC 1028, NGC 1029, NGC 1030, NGC 1036, NGC 1054, NGC 1056, NGC 1059, NGC 1088, NGC 1109, NGC 1111, NGC 1112, NGC 1113, NGC 1115, NGC 1116, NGC 1117-1, NGC 1117-2, NGC 1117A, NGC 1127, NGC 1134, NGC 1156, NGC 1166, NGC 1168, NGC 1170, NGC 1236, NGC 1240

### Index Catalogue
IC 163, IC 167, IC 180, IC 181, IC 189, IC 190, IC 191, IC I92, IC 193, IC 195, IC 196, IC 212, IC 213, IC 222, IC 235, IC 238, IC 248, IC 255, IC 267, IC 279, IC 1730, IC 1736, IC 1742, IC 1743, IC 1744, IC 1748, IC 1755, IC 1764, IC 1774, IC 1775, IC 1777, IC 1780, IC 1790, IC 1791, IC 1794, IC 1797, IC 1798, IC 1801, IC 1802, IC 1803, IC 1804, IC 1806, IC 1807, IC 1809, IC 1817, IC 1821, IC 1828, IC 1829, IC 1832, IC 1835, IC 1838, IC 1839, IC 1841, IC 1842, IC 1846, IC 1847, IC 1850, IC 1852, IC 1854, IC 1855, IC 1857, IC 1861, IC 1890, IC 1891, IC 1893, IC 1894

## Bezienswaardigheden
- V Arietis (CGCS 327) is een koolstofster op 2h 15m / +12° 13', en is daarmee een van de meest roodkleurige sterren waarneembaar m.b.v. amateurtelescopen.
- ΣI 5 (30 Arietis) is een dubbelster op 2h 37m / +24° 40' waarin een opvallend kleurcontrast te zien is. In de Sky Catalogue 2000.0, Volume 2 zijn de kleuren van beide componenten beschreven als: Yellow / Pale Lilac.
- Dolidze-Dzimselejsvili 1 is een open sterrenhoop op een halve graad zuidwestelijk van de ster π Arietis. Op nog minder dan een graad ten westen van π Arietis staat de variabele ster T Arietis (spectrum M6).

## Wanneer het best te zien?
De Ram is te observeren vanaf september tot februari.

## Musca Borealis
- De sterren 33, 35, 39 en 41-c Arietis vormden vroeger het sterrenbeeld Musca Borealis ("Noordervlieg"), maar om verwarring te vermijden in het gebied van het reeds bestaande sterrenbeeld Ram (Aries), alsook met het zuidelijke sterrenbeeld Musca (Vlieg) werd de benaming Musca Borealis door de I.A.U. (Internationale Astronomische Unie) afgevoerd. De vier sterren die ooit het sterrenbeeld Musca Borealis vormden kunnen voor bezitters van relatief kleine verrekijkers echter nog steeds als asterisme fungeren.

## Aangrenzende sterrenbeelden
(met de wijzers van de klok mee)
- Driehoek (Triangulum)
- Vissen (Pisces)
- Walvis (Cetus)
- Stier (Taurus)
- Perseus

## Mythologie
Het sterrenbeeld werd geïdentificeerd met de Egyptische god Amon, en in de Griekse mythologie met de ram met het gulden vlies. Op de ram gezeten vluchtte Phrixus, de zoon van koning Athamas, van Thessalië naar Colchis, waar hij de ram offerde aan Zeus die het in de hemel als het sterrenbeeld Ram plaatste. Het Gulden Vlies van de ram werd gevonden door Jason, leider van de Argonauten.